# Elephants Catania 1985
Questa voce raccoglie le informazioni riguardanti gli Elephants Catania nelle competizioni ufficiali della stagione 1985.

## Roster
| Roster degli Elephants Catania (1985) |
| --- |
| Quarterback - -- ? Camarda Running Back - -- ? Allia - -- ? Gillents - -- ? Greco Wide Receiver - -- ? Antignano - -- ? Belfiore Offensive Linemen Defensive Linemen Linebacker - -- Darrell Hollifield Defensive Back - -- ? Fisichella CB/K Special Team Coaching staff |

## Campionato Serie C AIFA 1985

### Regular season

#### Andata
| Pedara 22 settembre 1985 1ª giornata | Master Informatica Paparella Elephants Catania | 12 – 25                                                                        | Irge Grasshoppers Bari | Stadio Comunale |
| \| \| \| \| \| Greco Q4 (TD) Gillents Q4 (TD) \| Marcatori \| Reale Q1 (TD) Hankins Q2 (TD) D'Achille Q3 (TD) ? Q3 (pat) Delle Ferre Q4 (TD) \| |                                                |                                                                                |                        |                 |
| |                                                |                                                                                |                        |                 |
| Greco Q4 (TD) Gillents Q4 (TD) | Marcatori                                      | Reale Q1 (TD) Hankins Q2 (TD) D'Achille Q3 (TD) ? Q3 (pat) Delle Ferre Q4 (TD) |                        |                 |

| Palermo 29 settembre 1985 2ª giornata | Cardinals Palermo | 16 – 0 | Master Informatica Paparella Elephants Catania | Campo Castellana |
| \| \| \| \| \| Moscato Q2 (TD) 15yd run Nicastro Q2 (tpc) pass da La Mantia Licari Q4 (TD) Moscato Q4 (tpc) pass da Marino \| Marcatori \| \| |                   |        |                                                |                  |
| |                   |        |                                                |                  |
| Moscato Q2 (TD) 15yd run Nicastro Q2 (tpc) pass da La Mantia Licari Q4 (TD) Moscato Q4 (tpc) pass da Marino                                   | Marcatori         |        |                                                |                  |

| Nicolosi 6 ottobre 1985 3ª giornata                                                                            | Master Informatica Paparella Elephants Catania | 6 – 14                                                       | Roosters Bari |  |
| \| \| \| \| \| Camarda Q2 (TD) \| Marcatori \| De Nicolò Q1 (TD) run Orrico Q3 (TD) De Nicolò Q3 (tpc) rush \| |                                                |                                                              |               |  |
| |                                                |                                                              |               |  |
| Camarda Q2 (TD)                                                                                                | Marcatori                                      | De Nicolò Q1 (TD) run Orrico Q3 (TD) De Nicolò Q3 (tpc) rush |               |  |

| Salerno 13 ottobre 1985 4ª giornata | Seagulls Salerno | 36 – 0 | Master Informatica Paparella Elephants Catania | Campo Vincenzo Volpe |
| \| \| \| \| \| Conforti Q1 (TD) Giacomazzi Q1 (pat) Giacomazzi Q1 (TD) Giacomazzi Q1 (pat) Melloni Q2 (TD) Melloni Q2 (tpc) rush onforti Q2 (TD) Giacomazzi Q2 (pat) Giacomazzi Q3 (TD) Giacomazzi Q3 (pat) \| Marcatori \| \| |                  |        |                                                |                      |
| |                  |        |                                                |                      |
| Conforti Q1 (TD) Giacomazzi Q1 (pat) Giacomazzi Q1 (TD) Giacomazzi Q1 (pat) Melloni Q2 (TD) Melloni Q2 (tpc) rush onforti Q2 (TD) Giacomazzi Q2 (pat) Giacomazzi Q3 (TD) Giacomazzi Q3 (pat)                                   | Marcatori        |        |                                                |                      |

| Recale 20 ottobre 1985 5ª giornata | Bucks Caserta | 0 – 39 | Master Informatica Paparella Elephants Catania | Campo Comunale, via E. Fermi |
| \| \| \| \| \| \| Marcatori \| Gillents Q1 (TD) run Allia Q1 (tpc) rush Antignano Q1 (TD) Belfiore Q2 (TD) Allia Q3 (TD) run Allia Q3 (TD) 80yd run Fisichella Q3 (pat) Fisichella Q4 (TD) 30 interception return \| |               | |                                                |                              |
| |               | |                                                |                              |
| | Marcatori     | Gillents Q1 (TD) run Allia Q1 (tpc) rush Antignano Q1 (TD) Belfiore Q2 (TD) Allia Q3 (TD) run Allia Q3 (TD) 80yd run Fisichella Q3 (pat) Fisichella Q4 (TD) 30 interception return |                                                |                              |

### Ritorno
| Bari 26 ottobre 1985 6ª giornata | Irge Grasshoppers Bari | 14 – 18                                                  | Master Informatica Paparella Elephants Catania | Campo Angelo De Paolo |
| \| \| \| \| \| Franco Q1 (TD) run Dispoto Q3 (TD) Dispoto Q3 (tpc) rush \| Marcatori \| Camarda Q3 (TD) run Gillents Q4 (TD) Camarda Q4 (TD) run \| |                        |                                                          |                                                |                       |
| |                        |                                                          |                                                |                       |
| Franco Q1 (TD) run Dispoto Q3 (TD) Dispoto Q3 (tpc) rush                                                                                            | Marcatori              | Camarda Q3 (TD) run Gillents Q4 (TD) Camarda Q4 (TD) run |                                                |                       |

| Pedara 10 novembre 1985 7ª giornata | Master Informatica Paparella Elephants Catania | 14 – 20                                                                         | Cardinals Palermo | Stadio Comunale |
| \| \| \| \| \| Gillents Q1 (TD) run Camarda Q2 (TD) run Gillents Q2 (tpc) rush \| Marcatori \| Bartoletti Q2 (TD) pass da Marino Mauro Q3 (TD) Nicastro Q3 (tpc) Mauro Q4 (TD) \| |                                                |                                                                                 |                   |                 |
| |                                                |                                                                                 |                   |                 |
| Gillents Q1 (TD) run Camarda Q2 (TD) run Gillents Q2 (tpc) rush | Marcatori                                      | Bartoletti Q2 (TD) pass da Marino Mauro Q3 (TD) Nicastro Q3 (tpc) Mauro Q4 (TD) |                   |                 |

| Bari 17 novembre 1985 8ª giornata | Roosters Bari | 21 – 0 | Master Informatica Paparella Elephants Catania | Campo Lavermicocca |
| \| \| \| \| \| De Nicolò Q2 (TD) run Janich Q2 (pat) De Nicolò Q2 (TD) 50yd run Janich Q2 (pat) Gesuele Q4 (TD) 80yd run Janich Q4 (pat) \| Marcatori \| \| |               |        |                                                |                    |
| |               |        |                                                |                    |
| De Nicolò Q2 (TD) run Janich Q2 (pat) De Nicolò Q2 (TD) 50yd run Janich Q2 (pat) Gesuele Q4 (TD) 80yd run Janich Q4 (pat)                                   | Marcatori     |        |                                                |                    |

| Aci Sant'Antonio 23 novembre 1985 9ª giornata | Master Informatica Paparella Elephants Catania | 8 – 43 | Seagulls Salerno | Campo Comunale |
| \| \| \| \| \| Antignano Q2 (TD) Camarda Q2 (tpc) rush \| Marcatori \| Conforti Q1 (TD) Giacomazzi Q1 (pat) Agovino Q1 (TD) Giacomazzi Q1 (pat) Giacomazzi Q1 (TD) Giacomazzi Q1 (pat) Agovino Q3 (TD) Concilio Q3 (tpc) Conforti Q4 (TD) Giacomazzi Q4 (pat) Conforti Q4 (TD) Giacomazzi Q4 (pat) \| |                                                | |                  |                |
| |                                                | |                  |                |
| Antignano Q2 (TD) Camarda Q2 (tpc) rush | Marcatori                                      | Conforti Q1 (TD) Giacomazzi Q1 (pat) Agovino Q1 (TD) Giacomazzi Q1 (pat) Giacomazzi Q1 (TD) Giacomazzi Q1 (pat) Agovino Q3 (TD) Concilio Q3 (tpc) Conforti Q4 (TD) Giacomazzi Q4 (pat) Conforti Q4 (TD) Giacomazzi Q4 (pat) |                  |                |

| 8 dicembre 1985 10ª giornata | Master Informatica Paparella Elephants Catania | 7 – 0 d.g.s. | SPM Cucine Bucks Caserta |  |

## Statistiche di squadra
| Competizione | %Vittorie | In casa | In casa | In casa | In casa | In casa | In casa | In trasferta | In trasferta | In trasferta | In trasferta | In trasferta | In trasferta | Totale | Totale | Totale | Totale | Totale | Totale |
| Competizione | %Vittorie | G       | V       | N       | P       | Pf      | Ps      | G            | V            | N            | P            | Pf           | Ps           | G      | V      | N      | P      | Pf     | Ps     |
| ------------ | --------- | ------- | ------- | ------- | ------- | ------- | ------- | ------------ | ------------ | ------------ | ------------ | ------------ | ------------ | ------ | ------ | ------ | ------ | ------ | ------ |
| Campionato   | .300      | 5       | 1       | 0       | 4       | 47      | 102     | 5            | 2            | 0            | 4            | 57           | 87           | 10     | 3      | 0      | 7      | 104    | 189    |
| Totale       | .300      | 5       | 1       | 0       | 4       | 47      | 102     | 5            | 2            | 0            | 3            | 57           | 87           | 10     | 3      | 0      | 7      | 104    | 189    |